# Blankt vapen
Blankt vapen är en svensk film från 1990 i regi av Carl-Gustaf Nykvist. I rollerna ses bland andra Boman Oscarsson, Reine Brynolfsson och Maria Grip.

## Om filmen
Inspelningen ägde rum med Katinka Faragó som producent efter ett manus av Nykvist och Summanen. Fotografer var Ulf Brantås och Dan Myhrman och musiken komponerades av Johan Zachrisson. Filmen premiärvisades den 21 september 1990 på Filmstaden i Stockholm och är 86 minuter lång.

## Rollista
- Boman Oscarsson – Rickard
- Reine Brynolfsson – Bruno
- Maria Grip – Anita
- Ing-Marie Carlsson – Erine
- Ulrika Hansson – Vera
- Harriet Andersson	– modern
- Linus Tunström – Harald
- Leif Andrée – Nisse
- Rikard Wolff – Eberhardt
- Anette Reimers – modern som ung
- Sanna Nicholson – Maria
- Anneli Martini-Christensen – kvinnan mittemot
- Björn Lövgren	– mannen mittemot
- Per Jansson – Richard som ung
- Philip Cabrera – Harald som ung
- Fanny Josephson – Veras väninna
- Calle Nykvist	– dörrvakten
- Karin Fahlén – medlem av rockbandet
- Johan Zachrisson – medlem av rockbandet
- Idde Schultz – medlem av rockbandet
- Anders Karlsmark – medlem av rockbandet
- Mats Borg – medlem av rockbandet

### Fotnoter
1. ↑  ”Blankt vapen”. Svensk Filmdatabas. http://www.sfi.se/sv/svensk-filmdatabas/Item/?itemid=16376&type=MOVIE&iv=Basic&ref=/templates/SwedishFilmSearchResult.aspx?id%3d1225%26epslanguage%3dsv%26searchword%3dblankt+vapen%26type%3dMovieTitle%26match%3dBegin%26page%3d1%26prom%3dFalse. Läst 23 maj 2013.